# Castielfabib
Castielfabib là một đô thị ở comarca Rincón de Ademuz cộng đồng Valencia, Tây Ban Nha. Đô thị này có diện tích 106,3 km², dân số thời điểm năm 2013 là 262 người.

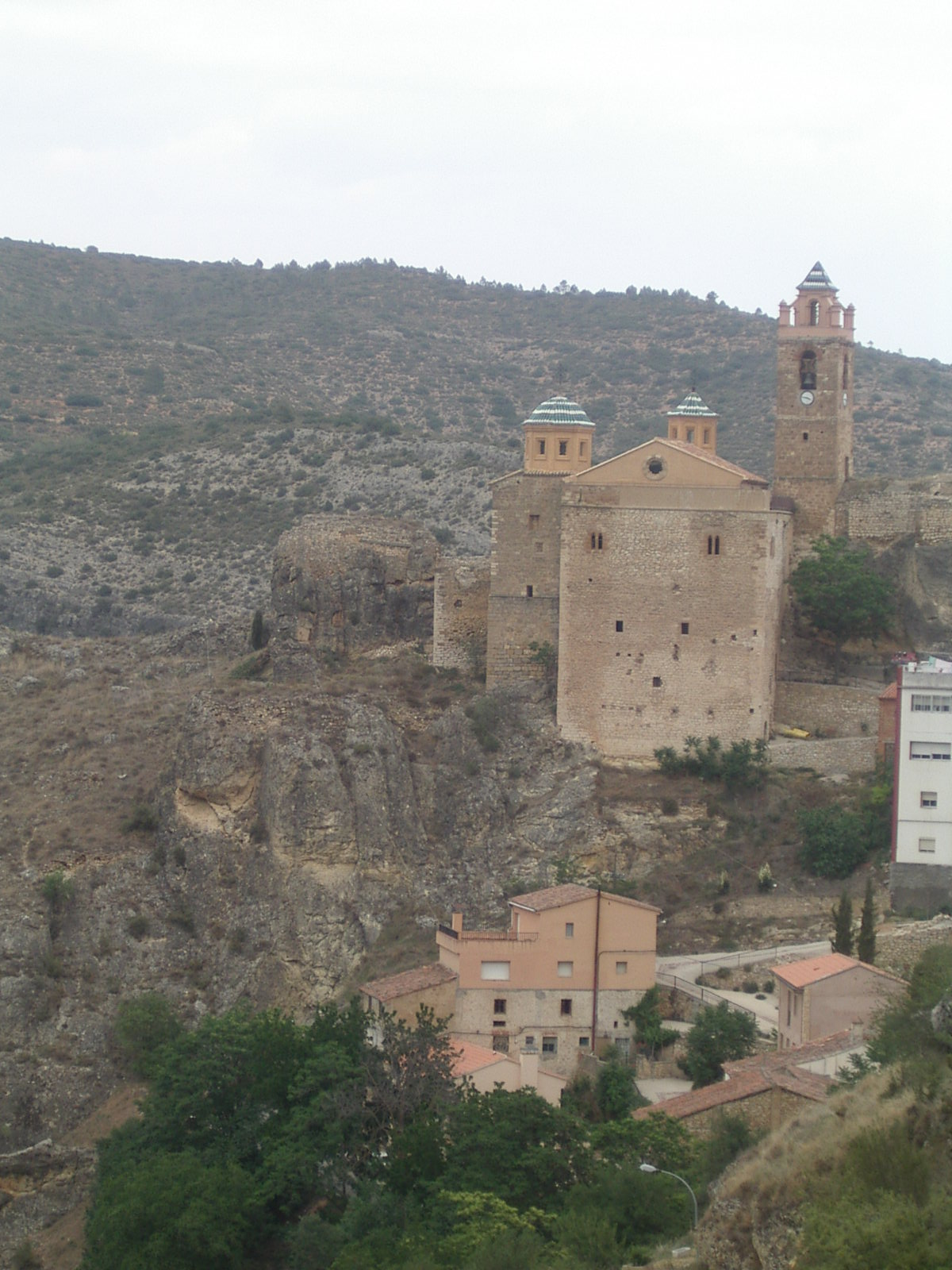
Nhà thờ Nuestra Señora de la Ángeles. Castielfabib. thế kỷ XIII